# نانسي سيمونز
نانسي سيمونز (بالإنجليزية: Nancy Simmons)‏ هي عالم حيوانات أمريكية، ولدت في القرن العشرين.